# Георг (Баден)
Георг фон Баден (на немски: Georg von Baden; * 1433, † 11 февруари 1484, Мойенвик, Горна Лотарингия) от род Церинги, е управляващ маркграф на Маркграфство Баден от 1453 до 1454 г. и от 1459 г. до смъртта си епископ на Мец.

## Биография
Той е четвъртият син на маркграф Якоб I фон Баден (1407 – 1453) и съпругата му Катарина от Лотарингия (1407 – 1439), дъщеря на херцога на Горна Лотарингия Карл II (1364 – 1431) от фамилията Дом Шатеноа. Брат е на Карл I (1427 – 1475), Бернхард II (1428 – 1458), архиепископа на Трир Йохан II (1430 – 1503), епископа на Лиеж Маркус (1434 – 1478).
Баща му дава чрез завещание през 1453 г. Маркграфство Баден-Дурлах, но през 1454 г. Георг се отказва от Дурлах в полза на по-големите му братя Карл I и Бернхард II. През 1459 г. Георг става епископ на Мец.
Георг участва активно през 1461/1462 г. във войната Баден-Пфалц, която избухва през 1459 г. между епископите Дитер фон Изенбург и Адолф II фон Насау заради стола на архиепископ на Майнц. В решителната битка при Зекенхайм (1462) Георг и неговите съюзници, архиепископа на Трир, брат му Йохан II фон Баден, епископ Йохан II фон Шпайер и граф Улрих V фон Вюртемберг, са победени от курфюрст Фридрих I от Пфалц. Той и брат му маркграф Карл I са тежко ранени на 30 юни 1462 г. и пленени, също и Улрих V фон Вюртемберг, и са затворени във вериги в дворец Хайделберг. Те признават Фридрих I като курфюрст и са освободени на 22 януари 1463 г. Епископ Георг трябва да плати за освобождението си 45 000 гулдена, неговият брат Карл само 25 000 гулдена. Те трябва да дадат Спонхайм като залог и да обяват Пфорцхайм за пфелцка територия.